# Magescq
Magescq (gaskonsko Magesc) je naselje in občina v francoskem departmaju Landes regije Akvitanije. Naselje je leta 2009 imelo 1.775 prebivalcev.

## Geografija
Kraj leži v pokrajini Gaskonji 17 km severozahodno od Daxa.

## Uprava
Občina Magescq skupaj s sosednjimi občinami Angresse, Azur, Messanges, Moliets-et-Maa, Saint-Geours-de-Maremne, Seignosse, Soorts-Hossegor, Soustons, Tosse in Vieux-Boucau-les-Bains sestavlja kanton Soustons s sedežem v Soustonsu. Kanton je sestavni del okrožja Dax.

## Zanimivosti
- cerkev Notre-Dame de Magescq;